# Hélène Azenor
Hélène Azenor (Parigi, 21 giugno 1910 – Parigi, 12 marzo 2010) è stata una pittrice francese.
La pittrice, dopo gli studi d'arte, trova la sua consacrazione nel gruppo di artisti parigini di Montparnasse durante gli anni trenta dove frequenta gli artisti surrealisti e diviene amica di Paul Éluard e Jean Cocteau.
Oltre che per la sua abilità di artista fu molto nota al tempo per la sua mai nascosta omosessualità e per la frequentazione dei primi locali parigini destinati ad una clientela lesbica, come Le Sélect e Le Monocle. Per lavorare, anche come illustratrice per riviste, fu però costretta a nascondersi spesso sotto pseudonimi.
Ha lasciato anche una interessante serie di monotipi e incisioni. Il suo contributo critico ha visto la collaborazione con importanti testate francesi.
| Controllo di autorità | VIAF (EN) 1826158630985623370007 · ISNI (EN) 0000 0000 2941 9199 · LCCN (EN) n90663819 · BNF (FR) cb12110246p (data) |